# Ķemeri
Ķemeri, někdy také psáno jako Kemeri, je čtvrť města Jūrmala a bývalé lázeňské letovisko ve Vidzeme v Lotyšsku. Bylo známé bahenními lázněmi a luxusními hotely.

## Historie
První písemná zmínka o Ķemeri pochází z roku 1561 v souvislosti s Kuronským a zemgalským vévodstvím. Sirné prameny v Ķemeri se poprvé staly známými pro své léčivé vlastnosti v roce 1796. V roce 1825 byla postavena první veřejná budova pro lázeňské hosty. V období Ruského impéria bylo místo velmi populární. Železniční stanice byla postavena v roce 1877 a v roce 1912 již existovalo přímé železniční spojení mezi Ķemeri a Moskvou. Ke spojení s mořskou pláží v Jaunķemeri byly používány tramvaje. Během první světové války bylo Ķemeri po několik let blízko válečné zóny německých a ruských armád a bylo zpustošeno. V období první Lotyšské republiky se začalo s obnovením a v letech 1928 až 1959 mělo Ķemeri status města a následně se stalo čtvrtí Jūrmaly. V roce 1929 byla v blízkosti nového koupaliště postavena 42 m vysoká vodárenská věž Ķemeri s vyhlídkovou plošinou na vrcholu.

## Příroda
Od roku 1997 se Ķemeri nachází v Národním parku Ķemeri. Blízké Velké rašeliniště Ķemeri (Lielais Ķemeru tīrelis) je velmi cennou biologickou a turistickou destinací.

## Další zajímavosti
- lázeňský park Ķemeri (Ķemeru kūrorta parks)

## Galerie

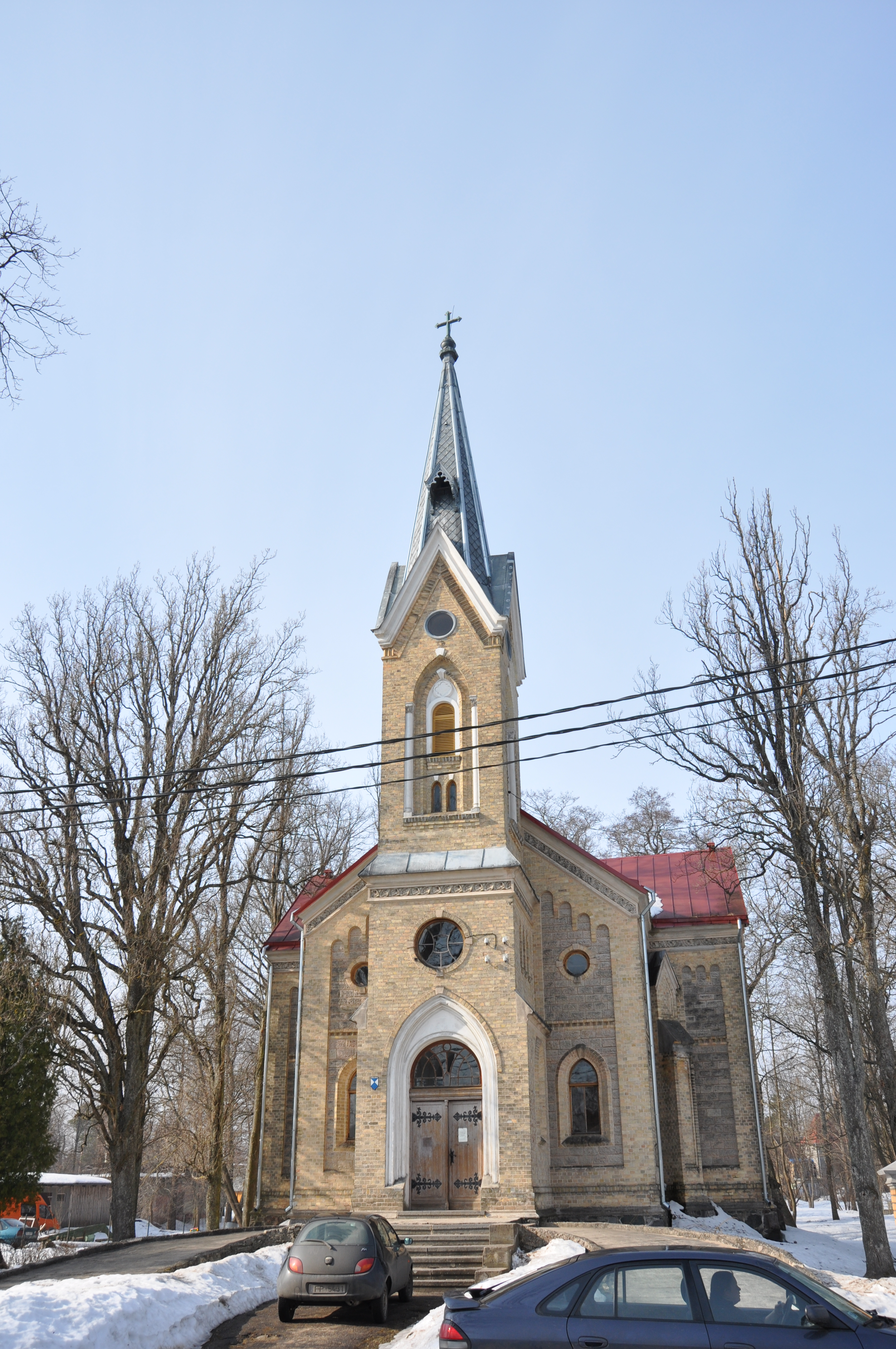
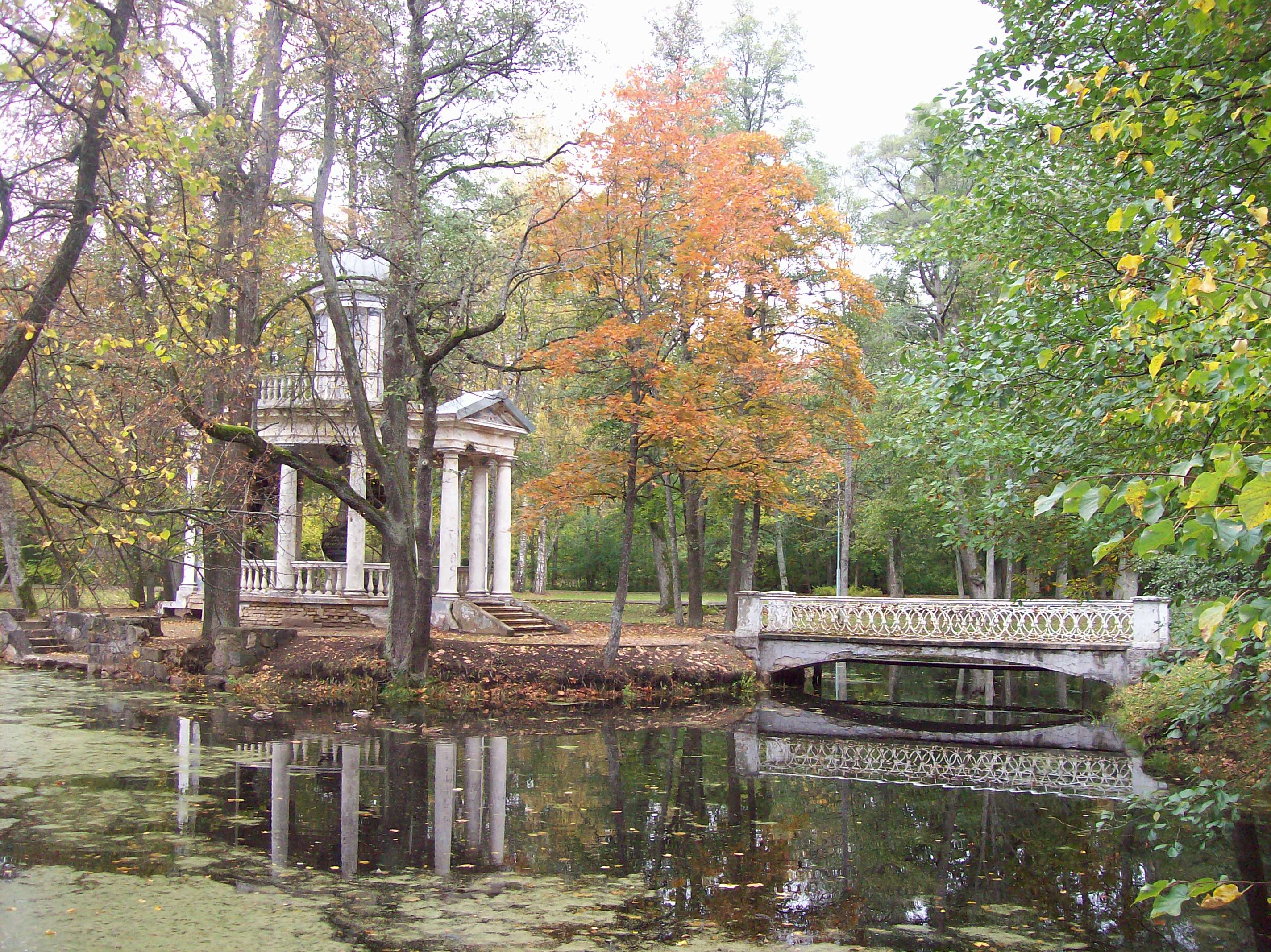
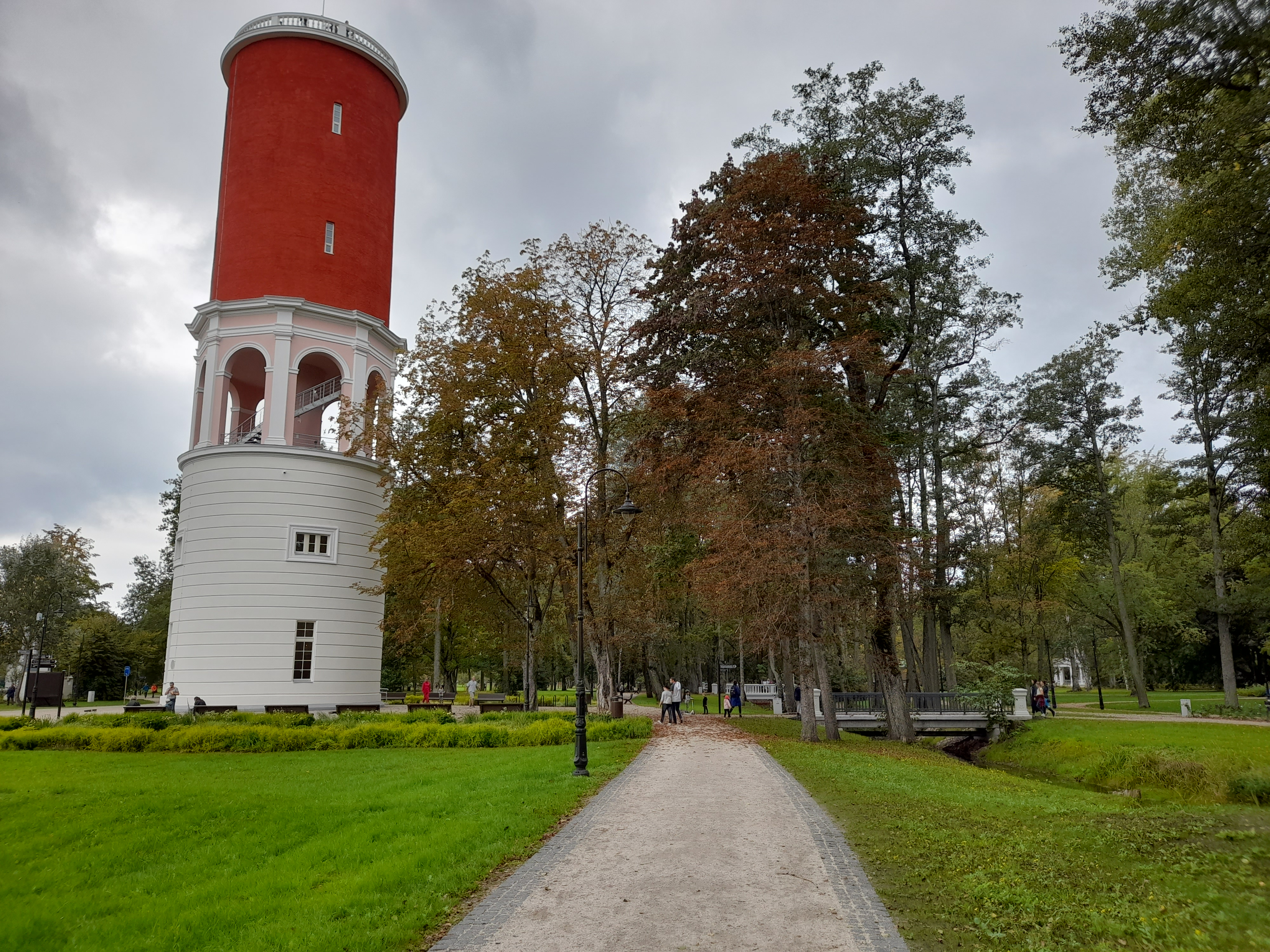
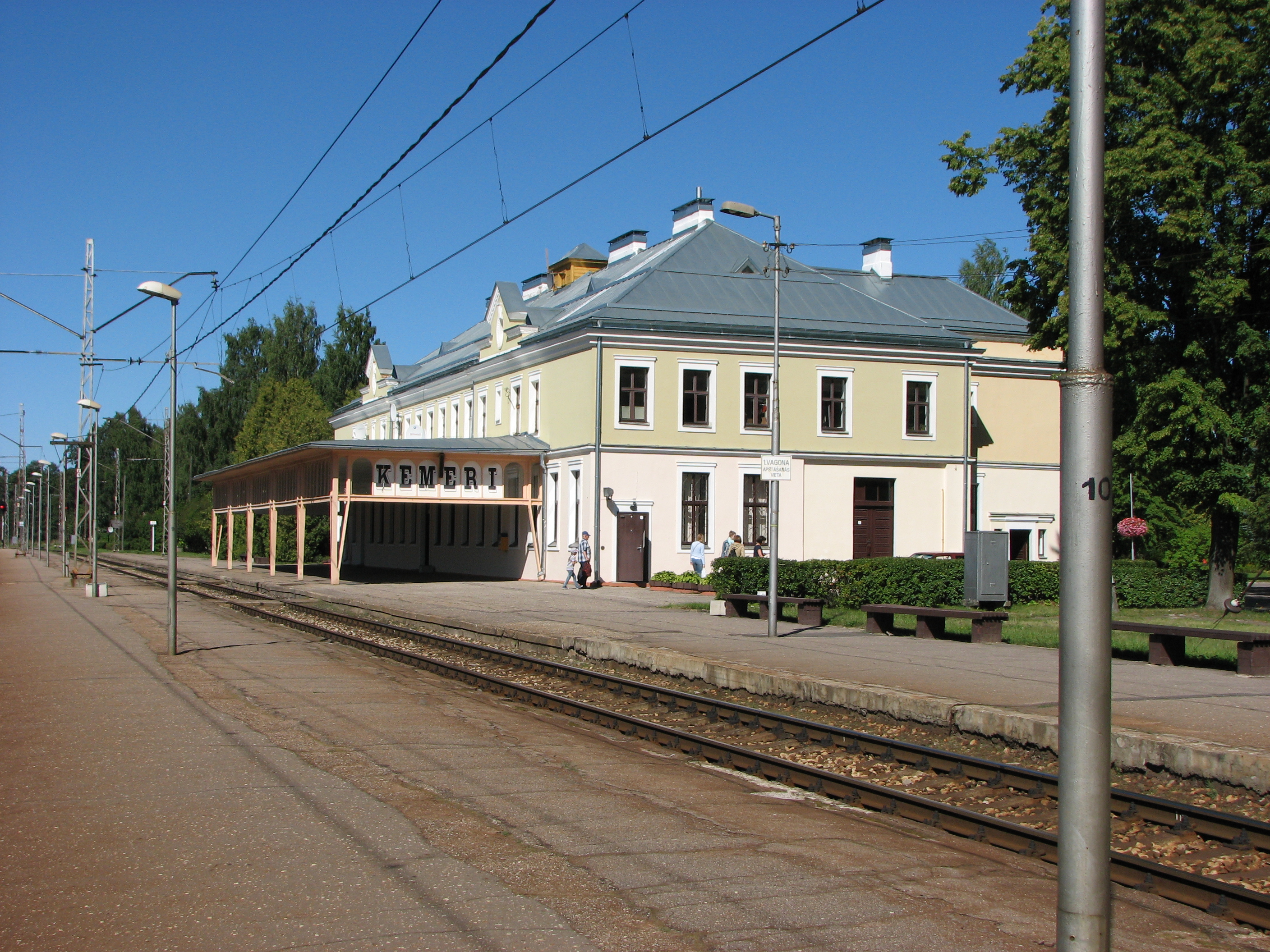
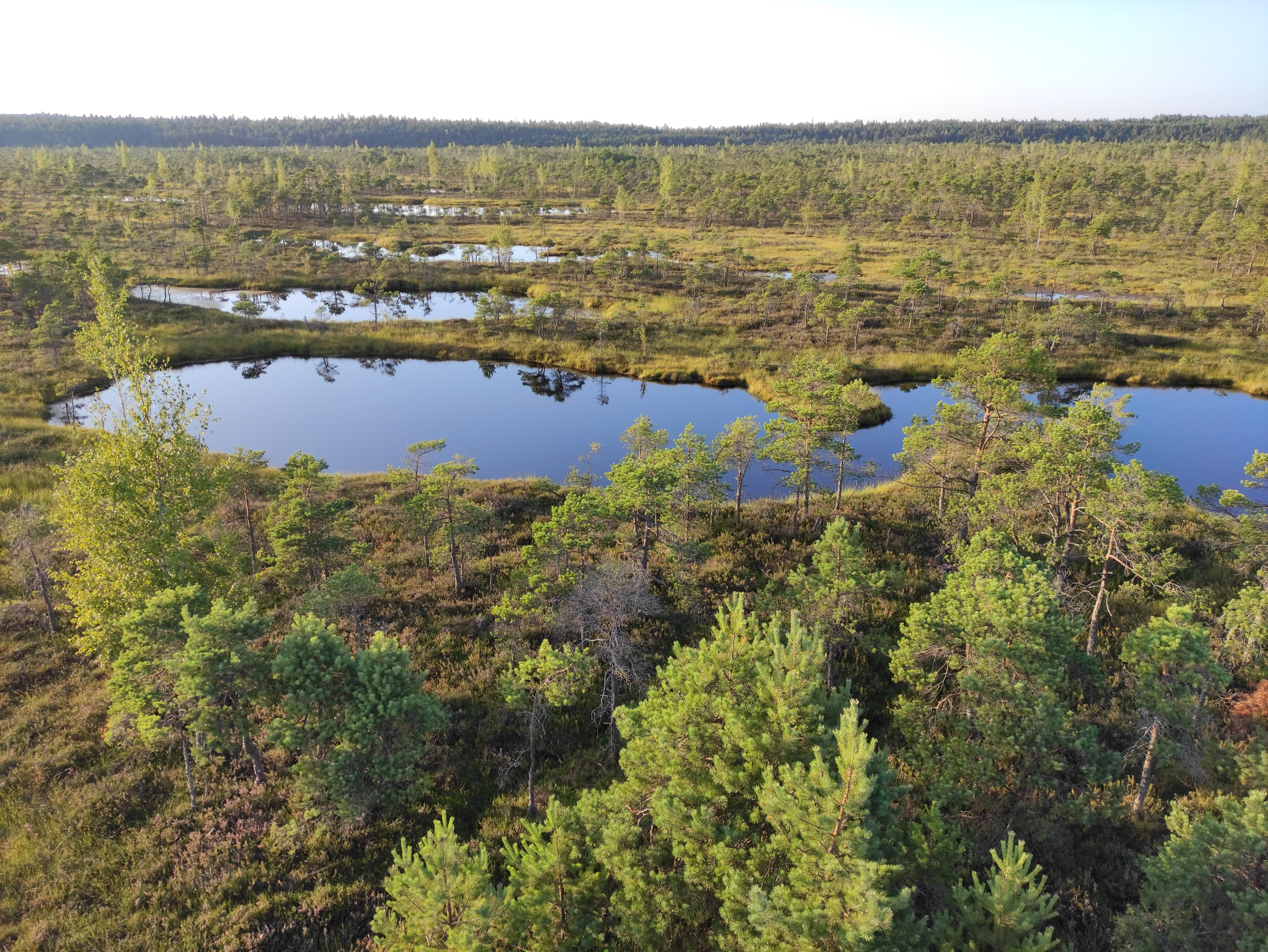
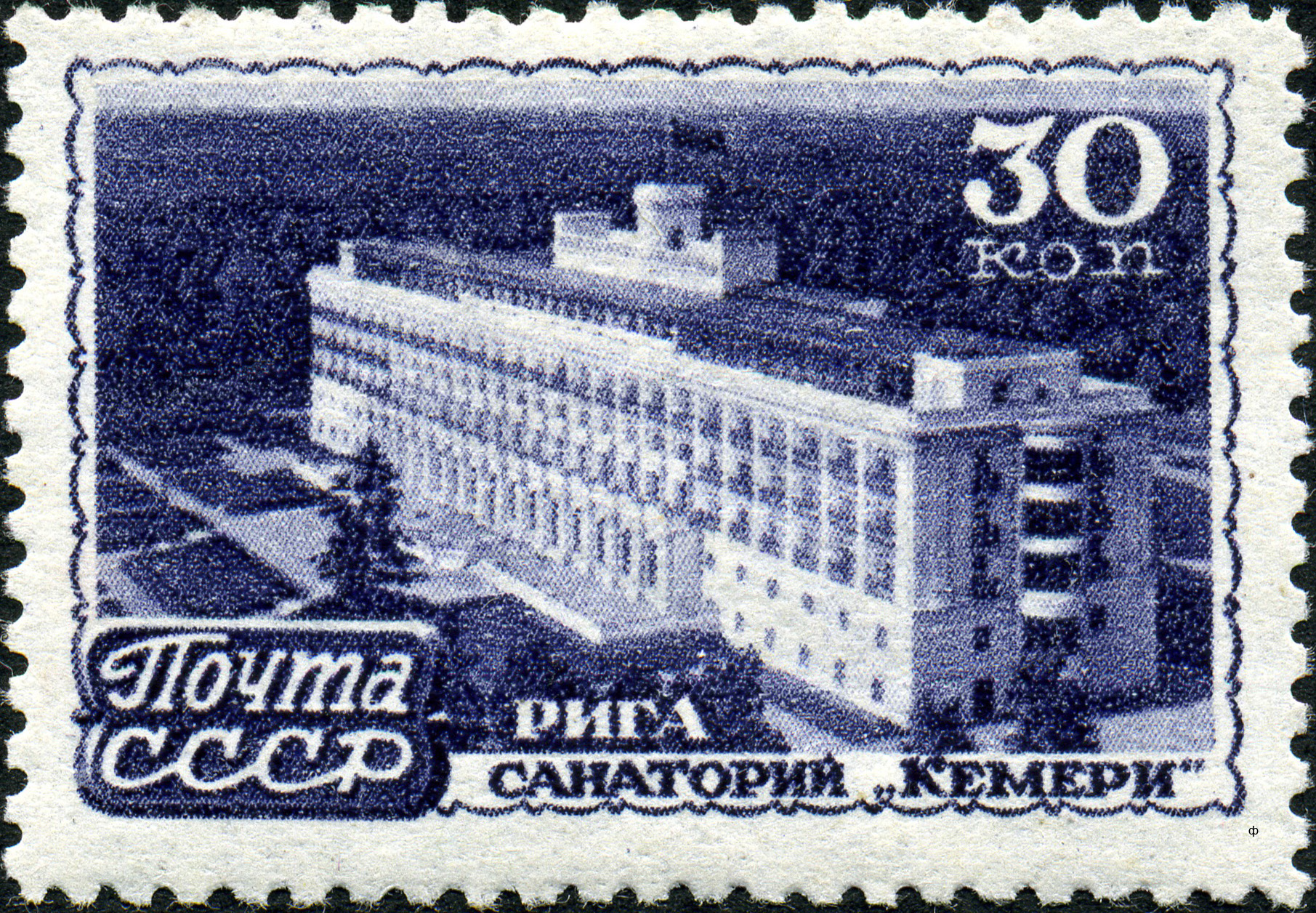